# DSB EG 3100 sorozat
A DSB EG 3100 sorozat egy dán Co'Co' tengelyelrendezésű villamosmozdony-sorozat. 1999 és 2000 között gyártotta a Siemens. A mozdony az EuroSprinter mozdonycsalád tagja.

## Története
A Svédország és Dánia közötti Øresund híd és alagút, valamint a dán szigetek közötti Nagy-Bælt híd megnyitásával egy új vasúti teherforgalmi viszonylat jött létre Skandinávia és Németország között. A forgalom lebonyolításához egy nagy teljesítményű mozdonysorozatra volt szükség, amely a 15,6 ezrelékes emelkedőjű Nagy-Belt alagútból még a fél teljesítménnyel is ki tudja hozni a 2000 tonnás vonatot. Ezt a feltételt csak egy hattengelyes, két darab háromtengelyes forgóvázzal rendelkező mozdony biztosíthatja. A DSB EG mozdonyai a német DB 152 sorozatban kipróbált és bevált komponenseiből lettek összeállítva.
A mozdony alkalmas 15 kV (Svédország, Németország) és 25 kV (Dánia) alatti üzemre, mindhárom ország vonatbefolyásoló berendezésével fel van szerelve. A mozdony indító-vonóereje a négytengelyes mozdonyokéhoz képest (300 kN) a hattengelyes kivitel miatt 400 kN, így az egyik legerősebb mozdony az európai hálózaton.
A mozdonysorozat fő alkalmazási területe a Malmö-Padborg vonal tehervonati kiszolgálása, tranzitvonatok továbbítása. Korábban 2003-2004 között és 2008 decemberétől újra bejárnak a németországi Maschen rendezőpályaudvarig, német személyzettel.